# Olga Nemeș
Olga Nemeș (n. 9 iunie 1968, Târgu Mureș, România) este o fostă jucătoare internațională de tenis de masă din Germania, de naționalitate română.
Olga Nemeș a crescut în România și jucat tenis de masă de la vârsta de șase ani. A performat în cluburile din Târgu Mureș și CS Arad. În perioada petrecută în România a obținut primele succese la tenis de masă: în 1981 și 1982 a câștigat campionatul României la simplu și dublu, iar în 1983 a devenit campioană europeană de tineret. La Campionatele Mondiale de la Tokyo a ajuns în optimile de finală la simplu și a ocupat primul loc în turneul european TOP12. La vârsta de 14 ani, este încă cea mai tânără câștigătoare în TOP12 european, fiind clasată pe primul loc în clasamentul european al fetelor în 1983. Olga Nemeș estimează că a concurat pentru România de aproximativ 40 de ori.
Din cauza problemelor tot mai mari cu asociația română de tenis de masă, Olga Nemeș s-a temut că nu va mai fi invitată la evenimente internaționale. De aceea s-a desprins de delegația României în cadrul Campionatelor Internaționale Elvețiene de la Olten în 1983 și a fugit în Germania împreună cu Judith Stumper-Borbely. Pe 21 mai 1985, a primit cetățenia germană și ulterior, a jucat pentru Germania.

## Cariera sportivă
Olga Nemeș a câștigat o medalie de bronz pentru Germania la Campionatele Mondiale de tenis de masă din 1997 în Cupa Corbillon (echipa feminină) alături de Christina Fischer, Elke Schall, Jie Schöpp și Nicole Struse.
Sportiva a reprezentat Germania de Vest și Germania în timpul Jocurilor Olimpice din 1988, 1992 și 1996.
| Țara reprezentată | Eveniment                                | An   | Oraș            | Țara | Simplu             | Dublu              | Mixt               | Echipe |
| ----------------- | ---------------------------------------- | ---- | --------------- | ---- | ------------------ | ------------------ | ------------------ | ------ |
| ROU               | Campionatul Balcanic                     | 1983 | Ivangrad        | YUG  | Aur                | Aur                |                    | 1      |
| ROU               | Campionatul Balcanic                     | 1982 | Izmir           | TUR  | Aur                | Aur                |                    | 1      |
| ROU               | Campionatul Balcanic                     | 1981 | Constanța       | ROU  | Argint             | Aur                |                    | 1      |
| ROU               | Campionatul Balcanic                     | 1980 | Varna           | BUL  | Semifinale         | Aur                |                    |        |
| GER               | Campionatul European                     | 2000 | Bremen          | GER  | Sferturi de finală | Sferturi de finală |                    | 2      |
| GER               | Campionatul European                     | 1998 | Eindhoven       | NED  |                    |                    |                    | 1      |
| GER               | Campionatul European                     | 1996 | Bratislava      | SVK  | primii 16          |                    |                    | 1      |
| GER               | Campionatul European                     | 1994 | Birmingham      | ENG  | primii 16          |                    |                    | 2      |
| FRG               | Campionatul European                     | 1990 | Göteborg        | SWE  | primii 16          |                    | Semifinale         |        |
| FRG               | Campionatul European                     | 1988 | Paris           | FRA  | Sferturi de finală | Sferturi de finală |                    |        |
| FRG               | Campionatul European                     | 1986 | Praga           | TCH  | Sferturi de finală | Sferturi de finală | Sferturi de finală |        |
| ROU               | Campionatul European                     | 1982 | Budapesta       | HUN  |                    | Sferturi de finală |                    |        |
| ROU               | Campionatul European de Tineret (cadeți) | 1981 | Topolcany       | TCH  | Aur                |                    |                    |        |
| FRG               | Campionatul European de Tineret (cadeți) | 1985 | Haga            | NED  | Aur                | Argint             |                    |        |
| FRG               | Campionatul European de Tineret (cadeți) | 1984 | Linz            | AUT  | Argint             |                    |                    |        |
| ROU               | Campionatul European de Tineret (cadeți) | 1983 | Malmö           | SWE  | Aur                |                    | Aur                |        |
| ROU               | Campionatul European de Tineret (cadeți) | 1982 | Hollabrunn      | AUT  |                    | Argint             | Aur                |        |
| GER               | EURO-TOP12                               | 2004 | Frankfurt       | GER  | Locul 9            |                    |                    |        |
| GER               | EURO-TOP12                               | 2003 | Saarbrücken     | GER  | Locul 5            |                    |                    |        |
| GER               | EURO-TOP12                               | 2002 | Rotterdam       | NED  | 5                  |                    |                    |        |
| GER               | EURO-TOP12                               | 2001 | Wels            | AUT  | 9                  |                    |                    |        |
| GER               | EURO-TOP12                               | 2000 | Alassio         | ITA  | 5                  |                    |                    |        |
| GER               | EURO-TOP12                               | 1999 | Split           | HRV  | 5                  |                    |                    |        |
| GER               | EURO-TOP12                               | 1998 | Halmstad        | SWE  | 7                  |                    |                    |        |
| GER               | EURO-TOP12                               | 1997 | Eindhoven       | NED  | 3                  |                    |                    |        |
| GER               | EURO-TOP12                               | 1993 | Kopenhagen      | DEN  | 2                  |                    |                    |        |
| GER               | EURO-TOP12                               | 1992 | Viena           | AUT  | 11                 |                    |                    |        |
| FRG               | EURO-TOP12                               | 1991 | Hertogenbosch   | NED  | 11                 |                    |                    |        |
| FRG               | EURO-TOP12                               | 1990 | Hannover        | FRG  | 2                  |                    |                    |        |
| FRG               | EURO-TOP12                               | 1989 | Charleroi       | BEL  | 1                  |                    |                    |        |
| FRG               | EURO-TOP12                               | 1988 | Ljubljana       | YUG  | 3                  |                    |                    |        |
| FRG               | EURO-TOP12                               | 1987 | Basel           | SUI  | 10                 |                    |                    |        |
| FRG               | EURO-TOP12                               | 1986 | Sodertalje      | SWE  | 2                  |                    |                    |        |
| FRG               | EURO-TOP12                               | 1985 | Barcelona       | ESP  | 4                  |                    |                    |        |
| FRG               | EURO-TOP12                               | 1983 | Cleveland       | ENG  | 1                  |                    |                    |        |
| GER               | Olimpiadă                                | 1996 | Atlanta         | USA  |                    |                    |                    |        |
| GER               | Olimpiadă                                | 1992 | Barcelona       | ESP  |                    |                    |                    |        |
| FRG               | Olimpiadă                                | 1988 | Seoul           | KOR  | primii 16          |                    |                    |        |
| ROU               | Pro Tour                                 | 2007 | Wels            | AUT  | primii 64          |                    |                    |        |
| ROU               | Pro Tour                                 | 2007 | Velenje         | SVN  | primii 32          |                    |                    |        |
| GER               | Pro Tour                                 | 2006 | Zagreb          | HRV  | primii 64          |                    |                    |        |
| GER               | Pro Tour                                 | 2006 | Velenje         | SVN  | primii 32          |                    |                    |        |
| GER               | Pro Tour                                 | 2005 | Zagreb          | HRV  | primii 32          |                    |                    |        |
| GER               | Pro Tour                                 | 2005 | Velenje         | SVN  |                    |                    |                    |        |
| GER               | Pro Tour                                 | 2004 | Wels            | AUT  | primii 64          |                    |                    |        |
| GER               | Pro Tour                                 | 2003 | Doha            | QAT  | primii 16          |                    |                    |        |
| GER               | Pro Tour                                 | 2003 | Croatia         | HRV  | Sferturi de finală |                    |                    |        |
| GER               | Pro Tour                                 | 2002 | Farum           | DEN  | primii 32          |                    |                    |        |
| GER               | Pro Tour                                 | 2002 | Eindhoven       | NED  | primii 32          | Sferturi de finală |                    |        |
| GER               | Pro Tour                                 | 2002 | Magdeburg       | GER  | primii 64          |                    |                    |        |
| GER               | Pro Tour                                 | 2002 | Kobe            | JPN  | Sferturi de finală | Semifinale         |                    |        |
| GER               | Pro Tour                                 | 2002 | São Paulo       | BRA  | Sferturi de finală | Argint             |                    |        |
| GER               | Pro Tour                                 | 2002 | Fort Lauderdale | USA  | primii 64          | primii 16          |                    |        |
| GER               | Pro Tour                                 | 2002 | Courmayeur      | ITA  | primii 16          |                    |                    |        |
| GER               | Pro Tour                                 | 2002 | Cairo           | EGY  | primii 16          |                    |                    |        |
| GER               | Pro Tour                                 | 2002 | Wels            | AUT  | primii 16          |                    |                    |        |
| GER               | Pro Tour                                 | 2001 | Skövde          | SWE  | primii 32          | Rd 1               |                    |        |
| GER               | Pro Tour                                 | 2001 | Rotterdam       | NED  | primii 32          | primii 16          |                    |        |
| GER               | Pro Tour                                 | 2001 | Bayreuth        | GER  | primii 32          | Sferturi de finală |                    |        |
| GER               | Pro Tour                                 | 2001 | Fort Lauderdale | USA  | Semifinale         | Sferturi de finală |                    |        |
| GER               | Pro Tour                                 | 2001 | Zagreb          | HRV  | Sferturi de finală | primii 16          |                    |        |
| GER               | Pro Tour                                 | 2000 | Farum           | DEN  | primii 16          | Sferturi de finală |                    |        |
| GER               | Pro Tour                                 | 2000 | Warschau        | POL  | primii 32          |                    |                    |        |
| GER               | Pro Tour                                 | 2000 | Rio de Janeiro  | BRA  | primii 32          | primii 16          |                    |        |
| GER               | Pro Tour                                 | 2000 | Fort Lauderdale | USA  | primii 32          | primii 16          |                    |        |
| GER               | Pro Tour                                 | 2000 | Zagreb          | HRV  | Sferturi de finală | Sferturi de finală |                    |        |
| GER               | Pro Tour                                 | 1999 | Karlskrona      | SWE  | primii 16          | primii 16          |                    |        |
| GER               | Pro Tour                                 | 1999 | Linz/Wels       | AUT  | Sferturi de finală | Semifinale         |                    |        |
| GER               | Pro Tour                                 | 1999 | Bremen          | GER  | primii 32          | Sferturi de finală |                    |        |
| GER               | Pro Tour                                 | 1999 | Zagreb          | HRV  | primii 32          | Aur                |                    |        |
| GER               | Pro Tour                                 | 1999 | Hopton-on-Sea   | ENG  | primii 16          | primii 16          |                    |        |
| GER               | Pro Tour                                 | 1998 | Sundsvall       | SWE  | primii 32          | primii 16          |                    |        |
| GER               | Pro Tour                                 | 1998 | Courmayeur      | ITA  | primii 32          | primii 16          |                    |        |
| GER               | Pro Tour                                 | 1997 | Kalmar          | SWE  | primii 16          | Sferturi de finală |                    |        |
| GER               | Pro Tour                                 | 1997 | Linz            | AUT  | primii 16          | primii 16          |                    |        |
| GER               | Pro Tour                                 | 1997 | Zhuhai          | CHN  | primii 16          | Rd 1               |                    |        |
| GER               | Pro Tour                                 | 1997 | Chiba           | JPN  | primii 32          | primii 16          |                    |        |
| GER               | Pro Tour                                 | 1996 | Boras           | SWE  | Sferturi de finală | Semifinale         |                    |        |
| GER               | Cupa Mondială                            | 2000 | Kuala Lumpur    | MAS  |                    |                    |                    | 5-8    |
| GER               | Cupa Mondială                            | 1999 | Eindhoven       | NED  | primii 64          | primii 64          | primii 64          |        |
| GER               | Cupa Mondială                            | 1997 | Manchester      | ENG  | primii 16          | primii 64          | primii 64          | 3      |
| GER               | Cupa Mondială                            | 1995 | Tianjin         | CHN  | primii 128         | primii 64          | keine Teiln.       |        |
| GER               | Cupa Mondială                            | 1993 | Göteborg        | SWE  | primii 128         | primii 32          | primii 64          | 6      |
| GER               | Cupa Mondială                            | 1991 | Chiba City      | JPN  | primii 128         | primii 16          | lprimii 64         | 13     |
| FRG               | Cupa Mondială                            | 1989 | Dortmund        | FRG  | primii 64          | primii 64          | primii 64          | 19     |
| FRG               | Cupa Mondială                            | 1985 | Göteborg        | SWE  | primii 16          | primii 64          | primii 64          |        |
| ROU               | Cupa Mondială                            | 1983 | Tokio           | JPN  | primii 16          | primii 64          | primii 64          | 11     |
| ROU               | Cupa Mondială                            | 1981 | Novi Sad        | YUG  | primii 64          | primii 16          | Qual               | 6      |
| GER               | Cupa Mondială pe echipe WTC              | 1995 | Atlanta         | SUA  |                    |                    |                    | 5      |

## Viața personală
În mai 1987 Olga Nemeș împreună cu părinții și sora mai mică Tünde, se mută în Germania și devine consultant de afaceri.
În august 1994 s-a căsătorit cu Istvan Gaspar, un fost fotbalist maghiar din divizia a doua; cu el are un fiu pe nume Steven (n. 1995). Acum este divorțată și oferă cursuri de tenis de masă în Ungaria din 2003.
În 1986 și-a publicat biografia Jurnalul meu (Verlag Ingrid Weber-Söhnen, Neuhausen 1986, ISBN 3-926282-00-2).
Sora ei Tünde (născută pe 13 mai 1970) s-a alăturat echipei promovate de Bundesliga TuS Glane în 1987, iar mai târziu a jucat câțiva ani în a doua ligă de tenis de masă (ATSV Saarbrücken, Fraulautern, VfL Sindelfingen).